# Conjurador de Serralongue
Le conjurador est un édifice de Serralongue, en France.

## Caractéristiques
Un conjurador est un petit édifice destiné à conjurer le mauvais sort, spécifiquement les mauvaises conditions climatiques pouvant entraîner la destruction des récoltes. Les conjuradors sont courants dans les anciens villages du Piémont pyrénéen et des Pyrénées, particulièrement en Aragon. À Serralongue, dans les Pyrénées-Orientales, le conjurador est édifié au sommet de la colline dominant le village, légèrement au nord-est.
Le conjurador de Serralongue est un édifice de plan carré, de 3 m de côté, surmonté d'un toit pyramidal recouvert de lauzes et terminé par une croix. Il est ouvert sur une de ses faces et pourvu de larges ouvertures en arcades sur les autres. Chaque ouverture est surmontée de la statue d'un Évangéliste, placée dans une niche.

## Historique
Le conjurador est bâti à la fin du XIXe siècle,. 
Lors des cérémonies, le prêtre de Serralongue y venait en procession pour réclamer l'intervention divine des Évangélistes. Le prêtre lisait alors l'évangile du saint faisant face à l'orage puis lançait une phrase en catalan : « Sant Joan, Sant Mateu, Sant Marc i Sant Roc, guardeu-nos de pedra i de foc. Sant Lluc, Santa Creu i Santa Bàrbara, no ens deixeu », qui servait de conjuration.
L'édifice est inscrit au titre des monuments historiques le 9 avril 1987.